# Hipovolèmia
La hipovolèmia és un estat de disminució del volum sanguini; més específicament, disminució del volum de plasma sanguini. És, per tant, el component intravascular de la contracció del volum (o pèrdua de volum de sang) a causa, principalment, de sagnat o deshidratació.
La hipovolemia es caracteritza per l'esgotament de sodi i, per tant, es diferencia de la deshidratació (encara que sovint es solapa) on hi ha una pèrdua excessiva d'aigua corporal.

## Causes
Les causes comunes d'hipovolèmia són:
- Pèrdua de sang (sagnat extern o intern o donació de sang[5])
- Pèrdua de plasma (cremades greus[6][7] i lesions de descàrrega de fluids)
- Pèrdua de sodi corporal i consegüent aigua intravascular; per exemple: diarrea o vòmits.

La suor excessiva no sol ser una causa de hipovolèmia greu, ja que el cos elimina significativament més aigua que el sodi.